# Bataille de Nordnes
Guerre civile norvégienne
La bataille de Nordnes fut un combat naval entre Magnus V de Norvège et le prétendant au trône, Sverre Sigurdsson. Elle se déroula dans le port de Bergen.